# Perumanna (Malappuram)
Perumanna es una ciudad censal situada en el distrito de Malappuram en el estado de Kerala (India). Su población es de 27278 habitantes (2011). Se encuentra a 22 km de Malappuram y a 41 km de Kozhikode.

## Demografía
Según el censo de 2011 la población de Perumanna era de 27278 habitantes, de los cuales 12702 eran hombres y 14576 eran mujeres. Perumanna tiene una tasa media de alfabetización del 94,27%, superior a la media estatal del 94%. la alfabetización masculina es del 96,53%, y la alfabetización femenina del 92,36%.